# Pallacanestro Olimpia Milano 1986-1987
Questa voce raccoglie le informazioni riguardanti la Pallacanestro Olimpia Milano  nelle competizioni ufficiali della stagione 1986-1987.

## Stagione

La Tracer Milano festeggia il suo three-peat in campionato

L'Olimpia, sponsorizzata Tracer, affronta la stagione guidata dal coach Dan Peterson.
In Coppa Italia, elimina in sequenza: Cremona, Pavia, Cantù e Reggio Emilia. La finale, disputata a Bologna il 25 marzo 1987, vede la vittoria dell'Olimpia Milano su Pesaro.
In Coppa dei Campioni l’Olimpia affronta e supera negli ottavi gli scozzesi dell'Edimburgo, nei quarti l’avversario è costituito dai greci dell’Aris di Salonicco. Nella partita di andata i greci vincono di 31 punti, 67 a 98, con 44 punti di Nikos Galīs; nel ritorno a Milano il 6 novembre 1986 la situazione si ribalta e la Tracer riesce a vincere 83 a 49 qualificandosi per il girone di semifinale che vince davanti al Maccabi di Tel Aviv. La finale si svolge il 2 aprile 1987 a Losanna fra la squadra israeliana e quella milanese che vince per 71 a 69 conquistando la sua seconda coppa dei Campioni.
In campionato l’Olimpia si classifica al 4º posto al termine della regular season (20 partite vinte su 30) dietro a Varese, Cantù e Virtus Bologna. Nei play-off incontra nei quarti Pesaro, superandola per due partite a una. In semifinale affronta la Ciaocrem Varese, vincendo la prima partita in trasferta e chiudendo poi la serie a Milano. In finale incontra la Mobilgirgi Caserta guidata dal tecnico Franco Marcelletti e dal play Ferdinando Gentile, vincendo le prime due partite e disputando la terza al Palatrussardi di Milano il 25 aprile 1987: la partita, molto accesa, vede la vittoria 84 a 82 per la squadra milanese che conquista così il suo 23º scudetto, terzo consecutivo.

## Organigramma societario
Area dirigenziale
- Presidente: Raffaele Morbelli
- General Manager: Tony Cappellari
- Segretaria: Doretta Ceolotto

Area tecnica
- Allenatore: Dan Peterson
- Assistente: Franco Casalini
- Massaggiatore: Giovanni Gallotti
- Medico sociale: Franco Carnelli

## Roster

Il neoacquisto e veterano NBA, Bob McAdoo, al rimbalzo contro la Scavolini Pesaro, aiutato dall'altro nuovo arrivo a Milano, il rookie Ken Barlow.

| Nominativo           | Nazionalità        | Note        |
| -------------------- | ------------------ | ----------- |
| Mike D'Antoni        | Stati Uniti Italia | [ 8 ] [ 9 ] |
| Roberto Premier      | Italia             | [ 9 ]       |
| Ken Barlow           | Stati Uniti        | [ 9 ]       |
| Bob McAdoo           | Stati Uniti        | [ 9 ]       |
| Dino Meneghin        | Italia             | [ 9 ]       |
| Franco Boselli       | Italia             | [ 9 ]       |
| Vittorio Gallinari   | Italia             | [ 9 ]       |
| Fausto Bargna        | Italia             | [ 9 ]       |
| Mario Governa        | Italia             | [ 9 ]       |
| Riccardo Pittis      | Italia             | [ 9 ]       |
| Fabrizio Ambrassa    | Italia             | [ 9 ]       |
| Michele Guardascione | Italia             | [ 9 ]       |

## Mercato
Escono dalla rosa dell'Olimpia Renzo Bariviera e i due americani Russ Schoene e Cedric Anderson mentre i principali acquisti sono costituiti da Ken Barlow dal mondo universitario USA e dal trentacinquenne Bob McAdoo star dell'NBA che si legherà per anni alle fortune del club milanese
.

## Risultati

### Coppa Italia

#### Sedicesimi di finale
| Cremona 1986 Sedicesimi di finale                             | Corona Cremona | 88 – 93      | Olimpia Milano |  |
| \| \| \| \| \| Guido Cabrini \| Allenatori \| Dan Peterson \| |                |              |                |  |
|                                                               |                |              |                |  |
| Guido Cabrini                                                 | Allenatori     | Dan Peterson |                |  |

#### Ottavi di finale
| Pavia 1986 Ottavi di finale                                   | Pall. Pavia | 91 – 107     | Olimpia Milano |  |
| \| \| \| \| \| Marco Calamai \| Allenatori \| Dan Peterson \| |             |              |                |  |
|                                                               |             |              |                |  |
| Marco Calamai                                                 | Allenatori  | Dan Peterson |                |  |

#### Quarti di finale
| Milano 1986 Quarti di finale                                    | Olimpia Milano | 108 – 85        | Pall. Cantù |  |
| \| \| \| \| \| Dan Peterson \| Allenatori \| Carlo Recalcati \| |                |                 |             |  |
|                                                                 |                |                 |             |  |
| Dan Peterson                                                    | Allenatori     | Carlo Recalcati |             |  |

#### Semifinale
| Milano 1987 Semifinale                                          | Olimpia Milano | 106 – 89        | Pall. Reggiana |  |
| \| \| \| \| \| Dan Peterson \| Allenatori \| Cesare Pancotto \| |                |                 |                |  |
|                                                                 |                |                 |                |  |
| Dan Peterson                                                    | Allenatori     | Cesare Pancotto |                |  |

#### Finale
| Arbitri: | Fiorito Martolini |

|              |            |                 |
| McAdoo 29    | Punti      | 25 Magnifico    |
| Dan Peterson | Allenatori | Giancarlo Sacco |

### Serie A1

#### Play-off

##### Quarti di finale
| Arbitri: | Alfio Nelli Giancarlo Vitolo |

|              |            |       |
| Dan Peterson | Allenatori | Sacco |

| Arbitri: | Cesare Nuara Paolo Zanon |

|       |            |              |
| Sacco | Allenatori | Dan Peterson |

| Arbitri: | Michele Cagnazzo Giovanni Garibotti |

|              |            |       |
| Dan Peterson | Allenatori | Sacco |

##### Semifinali
| Arbitri: | Luciano Baldini Giovanni Battista Montella |

|           |            |              |
| Joe Isaac | Allenatori | Dan Peterson |

| Arbitri: | Carlo Filippone Alberto Grossi |

|              |            |       |
| Dan Peterson | Allenatori | Isaac |

##### Finali
| Arbitri: | Carlo Filippone Armando Pinto |

|             |            |              |
| Marcelletti | Allenatori | Dan Peterson |

| Arbitri: | Bruno Duranti Giancarlo Vitolo |

|              |            |             |
| Dan Peterson | Allenatori | Marcelletti |

| Arbitri: | Paolo Fiorito Maurizio Martolini |

|              |            |             |
| Dan Peterson | Allenatori | Marcelletti |

### Coppa dei Campioni

#### Primo turno
| Arbitri: | Mottart (Bel) Woudstra |

|          |            |              |
| Byrd 27  | Punti      | 24 McAdoo    |
| Peterson | Allenatori | Gardner Jody |

| Arbitri: | Balesteros (Spa) Martin (Svizzera) |

|           |            |              |
| Barlow 24 | Punti      | 23 Young     |
| Peterson  | Allenatori | Gardner Jody |

#### Secondo turno
| Salonicco 30 ottobre 1986 Andata                                                                         | Aris       | 98 – 67   | Olimpia Milano |  |
| \| \| \| \| \| Nikos Galīs 44 \| Punti \| 26 McAdoo \| \| Giannīs Iōannidīs \| Allenatori \| Peterson \| |            |           |                |  |
| |            |           |                |  |
| Nikos Galīs 44                                                                                           | Punti      | 26 McAdoo |                |  |
| Giannīs Iōannidīs                                                                                        | Allenatori | Peterson  |                |  |

| Arbitri: | Jahoda Grbac |

|            |            |           |
| Premier 20 | Punti      | 16 Galis  |
| Peterson   | Allenatori | Iōannidīs |

#### Girone di semifinale
| Orthez 3 dicembre 1986 Gara-1 andata                                                             | Pau Orthez | 75 – 73   | Olimpia Milano |  |
| \| \| \| \| \| Carter 22 \| Punti \| 28 McAdoo \| \| George Fischer \| Allenatori \| Peterson \| |            |           |                |  |
|                                                                                                  |            |           |                |  |
| Carter 22                                                                                        | Punti      | 28 McAdoo |                |  |
| George Fischer                                                                                   | Allenatori | Peterson  |                |  |

| Arbitri: | Rigas (Gre) Brys (Bel) |

|           |            |            |
| Magee 27  | Punti      | 31 Premier |
| Zvi Sherf | Allenatori | Peterson   |

| Arbitri: | George (Germania Occ.) Douvis (Gre) |

|           |            |                 |
| McAdoo 22 | Punti      | 23 Komitchus    |
| Peterson  | Allenatori | Vladas Garastas |

| Arbitri: | Van Renen (Ol) Rigas (Gre) |

|           |            |            |
| McAdoo 19 | Punti      | 18 Spriggs |
| Peterson  | Allenatori | Lolo Sainz |

| Arbitri: | Rigas (Gre) Zich (Pol) |

|                         |            |             |
| Matulovic, Vrankovic 18 | Punti      | 27 D'Antoni |
| Lucijan Valčić          | Allenatori | Peterson    |

| Arbitri: | Douvis (Gre) Paszucha (Pol) |

|            |            |                |
| Premier 19 | Punti      | 15 Carter      |
| Peterson   | Allenatori | George Fischer |

| Arbitri: | Tochev (Bul) Kotleba (Cec) |

|           |            |           |
| McAdoo 29 | Punti      | 36 Magee  |
| Peterson  | Allenatori | Zvi Sherf |

| Arbitri: | Mottart (Belgio) Ohrman (Svezia) |

|                |            |           |
| Kurtinaitis 24 | Punti      | 30 McAdoo |
| Garastas       | Allenatori | Peterson  |

| Arbitri: | Jahoda (Cec) Richardson (Gbr) |

|            |            |            |
| Branson 31 | Punti      | 30 Premier |
| Sainz      | Allenatori | Peterson   |

| Arbitri: | De Coster (Bel) Latz (Ger) |

|            |            |                                 |
| Premier 25 | Punti      | 21 Ivan Sunara, Dražen Blažević |
| Peterson   | Allenatori | Lucijan Valčić                  |

#### Finale
| Arbitri: | Stavros Douvis (Gre) Wieslaw Zych (Pol) |

|            |            |                |
| Premier 21 | Punti      | 24 Lee Johnson |
| Peterson   | Allenatori | Sherf Zvi      |